# Giovanni Piovesana
Giovanni Piovesana (Conegliano, 14 settembre 1891 – Mezhgoran, 8 febbraio 1941) è stato un militare italiano, appartenente al Corpo degli Alpini del Regio Esercito, particolarmente distintosi sia nel corso della Grande Guerra che nel corso della Seconda Guerra Mondiale.

## Biografia
Nacque a Conegliano, provincia di Treviso, il 14 settembre 1916, figlio di Giuseppe e Luigia Vidot. Effettuati gli studi presso l'Istituto Tecnico Riccati di Treviso conseguì il diploma di ragioniere alla vigilia dello scoppio della guerra con l'Impero austro-ungarico. Arruolato nel Regio Esercito venne nominato aspirante ufficiale in servizio alla 77ª Compagnia del Battaglione Alpini Feltre.  Si distinse in combattimento l'11 luglio 1916 durante l'attacco alle posizioni nemiche seguito allo scoppio della mina del Castelletto, venendo decorato con una Medaglia d'Argento al Valor Militare. Ricevette un encomio solenne  per una ardita azione di pattugliamento ed attacco alle posizioni avversarie eseguita il 12 luglio a Conca Laghi. Ricevette la sua seconda Medaglia d'Argento al Valor Militare per essersi distinto al comando del suo plotone, conosciuto come “I Mascabroni”, il 25 settembre 1918 a Conca Laghi, in Val Posina. Tale azione venne menzionata nel comunicato ufficiale del Comando (27 settembre), e l'elogio del Comando della 32ª Divisione per il servizio svolto il 3 ottobre sulla linea di osservazione nemica di Contrada Ronchete-Laghi. Decorato di un'altra Croce al Merito di Guerra venne successivamente inviato in Albania dove ottenne un elogio a Kalmeti per le ricognizioni svolte in modo accurato alla fine di settembre del 1919, e altro elogio del Comandante della Divisione per le azioni esplorative di Orosshi-Luria e di Oroshi Rseni svolte nel febbraio 1920. Conclusa ufficialmente la guerra venne posto in congedo ed assunto alla Banca Cattolica di San Liberale, divenne titolare dell'agenzia di Pieve di Soligo, ed infine direttore dell'ufficio di Conegliano dell'Ente Italiano Approvvigionamenti. Fu tra i soci fondatori della Sezione di Conegliano dell'Associazione Nazionale Alpini, di cui fu anche Consigliere e poi Presidente dal 1931 al 1937 e dal 1939 al 1940. Dopo l'entrata in guerra del Regno d'Italia fu richiamato in servizio attivo nel 7º Reggimento Alpini con cui partì per l'Albania come Aiutante Maggiore per combattere sul Fronte Greco Albanese come comandante della Compagnia Comando del Battaglione Alpini Val Cismon. Il 26 gennaio 1941, a quota 1179 del Mali Trebescines rimase gravemente ferito in combattimento. Già maturata la sua promozione a Maggiore, proposto per la Medaglia d'Oro al Valor Militare, si spense l'8 febbraio presso l'ospedale da campo n. 427 di Mezhgoranit nei pressi di Klisura, dopo due tentati interventi chirurgici per l'estrazione di un proiettile. Fu decorato con la Medaglia di Bronzo al Valor Militare. Al Maggiore Piovesana venne dedicato un viale di Conegliano, città dove nell'aprile 1961 vennero traslate le sue spoglie mortali giunte dal cimitero di Sinanaj, sulla Vojussa.

### Annotazioni
1. ↑  Egli avrebbe potuto evitare quella rischiosa azione da quanto risulta dal seguente ordine del giorno n. 24 del 1º settembre 1918 diramato dal colonnello G. Faracovi comandante del IV Gruppo Alpino: Ho appreso con viva, profonda, commossa soddisfazione un generoso atto del Tenente Piovesana sig. Giovanni del Battaglione Feltre. Egli si trovava il giorno 28 agosto scorso ricoverato nell’infermeria del 305º Reparto someggiato di sanità per una distorsione al piede che gli impediva di camminare. Avendo avuto sentore che il mattino del 30 agosto avrebbe avuto luogo la nota azione, con virili, patriottiche parole pregò ed ottenne dal Capo Ufficio Sanità del Gruppo di essere dimesso dalla infermeria per partecipare alle operazioni che avrebbe eseguite la sua compagnia. In tal modo il Tenente Piovesana, dando ancora una volta prova di spirito di abnegazione e alte virtù militari, ha partecipato all'azione del 30 agosto, rientrando subito dopo all'infermeria. Mi è grato rivolgere al predetto Ufficiale la mia parola di vivo, caldissimo elogio, additando a tutti gli Ufficiali del Gruppo il di lui magnifico atto, perchè ne traggano esempio ed incitamento.

### Fonti
1. ↑  L'Alpino n.5, marzo 1941, p. 2.
2. 1 2 3 4 5 6 7 8 9  ANA Conegliano.
3. 1 2 3 4  Fronte Dolomitico.